# Berufsgenossenschaft für den Einzelhandel
Die Berufsgenossenschaft für den Einzelhandel (BGE) war eine gewerbliche Berufsgenossenschaft und somit Träger der gesetzlichen Unfallversicherung.  Sie fusionierte zum 1. Januar 2008 mit der Großhandels- und Lagerei-Berufsgenossenschaft zur Berufsgenossenschaft Handel und Warendistribution.
Zu den Mitgliedsbetrieben gehörten rund 300.000 Unternehmen des Einzelhandels. Insgesamt waren bei der BGE etwa zwei Millionen Menschen gegen Arbeitsunfälle und Berufskrankheiten versichert.
Neben der Hauptverwaltung in Bonn unterhielt die BGE Bezirksverwaltungen in Berlin, Bonn, Bremen und München.
- Die Zahl der Unfälle bezogen auf die Zahl der Beschäftigten konnte in den letzten 30 Jahren halbiert werden.
- Der Beitragssatz liegt seit Jahrzehnten im Durchschnitt bei rund 0,8 Prozent der Lohnsumme.
- Die Verwaltungskosten betragen etwa acht Prozent.

Die Berufsgenossenschaft wurde am 4. November 1912 unter dem Namen „Detailhandels-BG“ in Berlin gegründet. Bis zu diesem Zeitpunkt waren viele Einzelhandelsunternehmen bei der Lagerei-Berufsgenossenschaft versichert gewesen. Gründungsvorsitzender wurde der Zentrumspolitiker Jacob Astor, der der BG bis 1934 vorstand. 
1921 erhielt die Detailhandels-BG dann ihren neuen Namen. Nach dem Ende des Zweiten Weltkriegs wurde die Berufsgenossenschaft im Jahr 1945 von der sowjetischen Besatzungsmacht aufgelöst. 1949 erfolgte die Neugründung in Bonn.